# Medetera postminina
Medetera postminina är en tvåvingeart som beskrevs av Steyskal 1967. Medetera postminina ingår i släktet Medetera och familjen styltflugor. Inga underarter finns listade i Catalogue of Life.